# Seznam seznamů děkanů fakult Masarykovy univerzity
Seznam seznamů děkanů fakult Masarykovy univerzity je seznam odkazů na články, obsahující seznamy děkanů jednotlivých fakult Masarykovy univerzity (MU) se sídlem v Brně. Je seřazený chronologicky podle data založení fakulty:
- Právnická fakulta
- Lékařská fakulta
- Přírodovědecká fakulta
- Filozofická fakulta
- Pedagogická fakulta
- Farmaceutická fakulta
- Ekonomicko-správní fakulta
- Fakulta informatiky
- Fakulta sociálních studií
- Fakulta sportovních studií